# Arlington (Vermont)
Arlington ist eine Town im Bennington County des Bundesstaates Vermont in den Vereinigten Staaten mit 2.457 Einwohnern (laut Volkszählung von 2020).

## Geografie

### Geografische Lage
Arlington liegt zwischen den Taconic Mountains und den Green Mountains, im Westen des Bennington Countys, an der Grenze zum Bundesstaat New York. Wichtigster Fluss ist der Batten Kill, an dessen Ufer die Hauptsiedlung der Gemeinde, Arlington Village,  liegt. Die Oberfläche der Town ist hügelig und die höchste Erhebung ist der zentral gelegene, 947 m hohe Grass Mountain.

### Nachbargemeinden
Alle Angaben als Luftlinien zwischen den offiziellen Koordinaten der Orte aus der Volkszählung 2010.
- Norden: Sandgate, 6,4 km
- Nordosten: Manchester, 18,5 km
- Osten: Sunderland, 17,5 km
- Südosten: Glastenbury, 17,1 km
- Süden: Shaftsbury, 3,2 km
- Südwesten: Cambridge, New York, 24,5 km
- Westen: Jackson, New York, 17,5 km
- Nordwesten: Salem, New York, 11,1 km

### Klima
|                       | Jan   | Feb   | Mär  | Apr  | Mai   | Jun   | Jul   | Aug   | Sep  | Okt   | Nov   | Dez   |   |         |
| Mittl. Tagesmax. (°C) | −1,9  | 0,9   | 4,9  | 12,4 | 18,8  | 24,1  | 25,8  | 25,1  | 20,9 | 14,1  | 7,7   | 1,3   | ⌀ | 12,9    |
| Mittl. Tagesmin. (°C) | −12,5 | −11,6 | −6,9 | −0,6 | 5,2   | 9,8   | 12,5  | 11,7  | 6,8  | 1,3   | −2,3  | −8,2  | ⌀ | 0,5     |
|                       |       |       |      |      |       |       |       |       |      |       |       |       |   |         |
| Niederschlag (mm)     | 86,4  | 71,1  | 91,4 | 88,9 | 109,2 | 119,4 | 116,8 | 111,8 | 96,5 | 109,2 | 101,6 | 101,6 | Σ | 1.203,9 |
|                       |       |       |      |      |       |       |       |       |      |       |       |       |   |         |
| Regentage (d)         | 14,7  | 11,2  | 13,5 | 12,6 | 14,3  | 13,3  | 12,6  | 11,8  | 11,0 | 12,3  | 12,9  | 14,7  | Σ | 154,9   |

| −12,5 |

| −11,6 |

| −6,9 |

| −0,6 |

| 5,2 |

| 9,8 |

| 12,5 |

| 11,7 |

| 6,8 |

| 1,3 |

| −2,3 |

| −8,2 |

| −12,5 |

| −11,6 |

| −6,9 |

| −0,6 |

| 5,2 |

| 9,8 |

| 12,5 |

| 11,7 |

| 6,8 |

| 1,3 |

| −2,3 |

| −8,2 |

Die mittlere Durchschnittstemperatur in Arlington liegt zwischen -7,2 °C (19 °Fahrenheit) im Januar und 19,2 °C (66,5 °Fahrenheit) im Juli. Damit ist der Ort gegenüber dem langjährigen Mittel der USA um etwa 9 Grad kühler. Die Schneefälle zwischen Oktober und Mai liegen mit mehr als fünf Metern etwa doppelt so hoch wie die mittlere Schneehöhe in den USA, die tägliche Sonnenscheindauer liegt am unteren Rand des Wertespektrums der USA.

## Geschichte
Der Ort wurde am 28. Juli 1761 durch den Gouverneur New Hampshires, Benning Wentworth, als Teil der New Hampshire Grants zur Besiedlung ausgerufen. Erste Treffen der Käufer, in denen die systematische Urbarmachung des Gebietes besprochen und beschlossen wurde, fanden 1762 in der nahen Gemeinde Pownal statt. Die meisten der neuen Eigentümer siedelten nie auf den erworbenen Grundstücken, so dass auf der ersten Versammlung in der neuen Town, die am 1. Juni 1763 stattfand, eine Prämie für die ersten zehn Siedler beschlossen wurde, die sich in Arlington niederließen. Für 1763 sind nur vier permanent in der Town siedelnde Familien bekannt, eine erste größere Zahl von Siedlern ließ sich erst im Frühjahr 1764 hier nieder. Zugleich wurden auch eine Getreide- und eine Sägemühle gebaut. Bis 1780 lief die Besiedlung kontinuierlich fort, so dass spätestens ab diesem Zeitpunkt ein stabiles Gemeinwesen bestand.
Im Sommer 1764 wurde die junge Gemeinde durch die Entscheidung des britischen Königs, dass die durch New Hampshire verkauften Gebiete zur Kolonie New York gehören sollten, belastet. Unter den meist armen Siedlern führte der Wunsch New Yorks, ihnen ihr Land noch einmal zu verkaufen, da der Verkauf durch New Hampshire unrechtmäßig gewesen sei, zu starker Ablehnung der neuen Verwaltung; es kam zu Überfällen von New Yorker Milizen und bewaffneter Gegenwehr. Die Unruhen eskalierten im Laufe mehrerer Jahre. Die versuchte Festnahme des Gemeindevorstehers Remember Baker durch New Yorker Truppen am 22. März 1772 führte zu offenen Gewalttätigkeiten; sie war einer der Anlässe zur Gründung einer organisierten Gegenmiliz, den Green Mountain Boys unter Ethan Allen, die schließlich die Unabhängigkeit des kompletten umstrittenen Gebietes ab 1776 unter dem Namen Vermont Republic erzwang. Unter den späteren Anführern der Green Mountain Boys und der Vermont Republic waren eine beträchtliche Anzahl zum Zeitpunkt dieser Vorgänge in Arlington ansässig. Zu ihnen gehörten unter Anderen Seth Warner, einer der führenden Akteure der Green Mountain Boys und des Unabhängigkeitskrieges, und Thomas Chittenden, erster Präsident der Vermont Republic.
Mit dem Bau der Bahnstrecke Rutland–Hoosick Junction wurden für Arlington ab 1851 zusätzliche Absatzmärkte erschlossen. Durch die große Zahl geeigneter Wasserläufe für den Betrieb von Maschinen und eine Reihe wichtiger Bodenschätze entstanden eine Vielzahl von Fabriken. Im frühen 20. Jahrhundert war Arlington ein wichtiges Industriezentrum mit mehreren Mühlen und Fabriken zur Marmorbearbeitung.

### Religionen
Ein erster hölzerner Kirchenbau erfolgte ab 1784, zugleich wurde ein erster Gemeindefriedhof angelegt. Diese Kirche wurde auf Beschluss der Gemeindeversammlung zwischen 1829 und 1830 durch einen Steinbau ersetzt. Dieser heute noch bestehende Bau, die St. James Episcopal Church, gilt als die zweitälteste neugotische Kirche in Vermont. Mehrere weitere Kirchengemeinden folgten in rascher Folge, von denen aber nicht alle bestehen blieben.
Heute sind in Arlington fünf Kirchengemeinden angesiedelt: zwei methodiste Gemeinden (Church on the Green und East Arlington Federated UMC) und je eine Gemeinde der Katholiken (St. Margaret Mary), Episcopalen (St. James) und der United Church of Christ.

### Einwohnerentwicklung
| Volkszählungsergebnisse – Town of Arlington, Vermont | Volkszählungsergebnisse – Town of Arlington, Vermont | Volkszählungsergebnisse – Town of Arlington, Vermont | Volkszählungsergebnisse – Town of Arlington, Vermont | Volkszählungsergebnisse – Town of Arlington, Vermont | Volkszählungsergebnisse – Town of Arlington, Vermont | Volkszählungsergebnisse – Town of Arlington, Vermont | Volkszählungsergebnisse – Town of Arlington, Vermont | Volkszählungsergebnisse – Town of Arlington, Vermont | Volkszählungsergebnisse – Town of Arlington, Vermont | Volkszählungsergebnisse – Town of Arlington, Vermont |
| Jahr                                                 | 1700                                                 | 1710                                                 | 1720                                                 | 1730                                                 | 1740                                                 | 1750                                                 | 1760                                                 | 1770                                                 | 1780                                                 | 1790                                                 |
| ---------------------------------------------------- | ---------------------------------------------------- | ---------------------------------------------------- | ---------------------------------------------------- | ---------------------------------------------------- | ---------------------------------------------------- | ---------------------------------------------------- | ---------------------------------------------------- | ---------------------------------------------------- | ---------------------------------------------------- | ---------------------------------------------------- |
| Einwohner                                            |                                                      |                                                      |                                                      |                                                      |                                                      |                                                      |                                                      |                                                      |                                                      | 991                                                  |
| Jahr                                                 | 1800                                                 | 1810                                                 | 1820                                                 | 1830                                                 | 1840                                                 | 1850                                                 | 1860                                                 | 1870                                                 | 1880                                                 | 1890                                                 |
| Einwohner                                            | 1.597                                                | 1.463                                                | 1.354                                                | 1.207                                                | 1.035                                                | 1.084                                                | 1.146                                                | 1.636                                                | 1.532                                                | 1.352                                                |
| Jahr                                                 | 1900                                                 | 1910                                                 | 1920                                                 | 1930                                                 | 1940                                                 | 1950                                                 | 1960                                                 | 1970                                                 | 1980                                                 | 1990                                                 |
| Einwohner                                            | 1.193                                                | 1.307                                                | 1.370                                                | 1.441                                                | 1.418                                                | 1.463                                                | 1.605                                                | 1.934                                                | 2.184                                                | 2.299                                                |
| Jahr                                                 | 2000                                                 | 2010                                                 | 2020                                                 | 2030                                                 | 2040                                                 | 2050                                                 | 2060                                                 | 2070                                                 | 2080                                                 | 2090                                                 |
| Einwohner                                            | 2.397                                                | 2.317                                                | 2.457                                                |                                                      |                                                      |                                                      |                                                      |                                                      |                                                      |                                                      |

## Kultur und Sehenswürdigkeiten

### Bauwerke
Teile der Innenstadt Arlingtons, der Arlington Village Historic District mit 190 historischen Gebäuden, wurden im Jahr 1989 in das National Register of Historic Places aufgenommen.
Nahe der Stadt ist auch das einzige Kartäuserkloster der Vereinigten Staaten, das Charterhouse of the Transfiguration, angesiedelt. Die Kartause ist nicht zu besichtigen.

## Wirtschaft und Infrastruktur

### Verkehr
Die Gemeinde ist durch die Vermont Route 7A und Vermont Route 313, die beide durch den Ort führen, in das inneramerikanische Straßennetz eingebunden. Als nächste Schnellstraße dient die östlich der Grenze des Territoriums gelegene  U.S. Route 7, die eine Nord-Süd-Achse zwischen dem nahen Bennington und Kanada darstellt. Auf der Bahnlinie werden dagegen seit Anfang der 1960er Jahre nur noch Güter transportiert, der Personenverkehr ist eingestellt.

### Öffentliche Einrichtungen
Neben den üblichen städtischen Einrichtungen und der Grund- und Mittelschulen sind in Arlington keine öffentlichen Einrichtungen angesiedelt. Das nächstgelegene Krankenhaus ist das Southwestern Medical Center in Bennington.

### Bildung
In Arlington sind zwei Grundschulen angesiedelt, die Fisher Elementary School und die Sunderland Elementary School. Dazu kommt die weiterführende Arlington Memorial High and Middle School. Colleges und Universitäten finden sich in Bennington, Middlebury und Burlington.
Arlington gehört zur Battenkill Valley Supervisory Union.

## Persönlichkeiten

### Söhne und Töchter der Stadt
- Augustus Young (1784–1857), Politiker und Vertreter Vermonts im US-Repräsentantenhaus
- Gideon Hard (1797–1885), Politiker und Vertreter des Bundesstaates New York im US-Repräsentantenhaus